# Nigel Stepney
Nigel Stepney (14 de novembro de 1958 — 2 de maio de 2014) foi um engenheiro de Fórmula 1.
Na década de 80 Stepney trabalhou para a equipe Benetton e na década de 90 se mudou para a Ferrari com Michael Schumacher, Rory Byrne e Ross Brawn.
No Grande Prêmio da Espanha de 2000 durante o pit-stop de Michael Schumacher, Stepney teve seu tornozelo machucado após Schumacher acidentalmente passar por cima de seu pé, devido ao fato de Schumacher ser autorizado a sair do pit-stop sem que a operação fosse concluída.
No ano de 2007 Stepney estava cotado para assumir o lugar de Ross Brawn na equipe Ferrari que junto com Michael Schumacher saiu do time ao final de 2006.
Stepney teve seu nome ligado junto com o de Mike Coughlan em um escândalo de espionagem que envolveu Ferrari e McLaren, no qual ele foi acusado de fornecer a Coughlan documentos sobre o projeto do carro da Ferrari.
Suicidou-se em 2 de maio de 2014, aos 55 anos, no condado de Kent, Inglaterra, após se atirar na frente de um caminhão.